# Emilio Insolera
Emilio Insolera (Buenos Aires, 29 de janeiro de 1979) é ator e produtor argentino. É conhecido por Sign Gene: The First Deaf Superheroes (2017). Em setembro de 2019, foi anunciado que a Insolera havia se juntado ao filme de espionagem da Universal PicturesThe 355 de Simon Kinberg ao lado de Jessica Chastain, Penélope Cruz, Diane Kruger, Lupita Nyongo, Bingbing Fan, Édgar Ramírez e Sebastian Stan.